# Oswaldo Aguirre Morales
Oswaldo Aguirre Morales fue un político peruano. 
En las elecciones de 1939 fue elegido como senador por Junín por la Concentración Nacional que postuló a Manuel Prado Ugarteche a la presidencia de la República.